# 巴拿赫-阿勞格魯定理
泛函分析和鄰近數學分支中，巴拿赫-阿勞格魯定理或阿勞格魯定理（英語：或）斷言，任意賦範向量空間的連續對偶空間中，閉單位球在弱*拓撲中為緊。常見證明將弱*拓撲中的單位球看成一系列緊集之積的閉子集。根據吉洪诺夫定理，該些緊集的積拓撲空間仍為緊，故該球亦然。
定理在量子力學方面有應用。系統的可觀測量是某個C*代數中的自伴算子，而量子態則是該代數上的線性泛函。此框架下，定理可以推出，每個量子態皆是純態的凸線性組合。

## 歷史
納里奇（Narici）與貝肯斯坦（Beckenstein）書中，稱阿勞格魯定理為「非常重要的結果——也許是關於弱*拓撲唯一（）最重要的事——迴響傳遍泛函分析。」1912年，赫利（Helly）證明，閉區間上連續函數的空間{\displaystyle C([a,b])}，其連續對偶空間的單位球，為弱*可數緊。1932年，斯特凡·巴拿赫證明，任何可分賦範向量空間的連續對偶中，閉單位球必為弱*序列緊（他僅考慮了序列紧）。 
一般情況的證明，是由列奧尼達·阿勞格魯於1940年發表。納里奇與貝肯斯坦書中，引述Pietsch [2007]指，至少有12個數學家可以主張自己證明此定理或某個重要前身。
布爾巴基-阿勞格魯定理（英語：Bourbaki–Alaoglu theorem）是尼古拉·布尔巴基將原定理推廣到局部凸空間的對偶拓撲的結果。此定理亦稱為巴拿赫-阿勞格魯定理或弱*緊定理（英語：weak-* compactness theorem），也常簡稱為阿勞格魯定理（英語：Alaoglu theorem）。

## 敍述

### 一般敍述
對於域{\displaystyle \mathbb {K} }上的向量空間{\displaystyle X}，以{\displaystyle X^{\#}}表示其代數對偶（所有線性泛函組成的空間）。兩者由雙線性求值映射{\displaystyle \left\langle \cdot ,\cdot \right\rangle :X\times X^{\#}\to \mathbb {K} }所聯繫，該映射由 
{\displaystyle \left\langle x,f\right\rangle :=f(x)}
定義。所以，三元組{\displaystyle \left\langle X,X^{\#}\right\rangle }（兩個空間及一個映射）組成對偶系，稱為典範對偶系。
若{\displaystyle X}進一步具有拓撲，即為拓撲向量空間（TVS），則可分辨其上的函數連續與否，並定義其連續對偶{\displaystyle X^{\prime }}為代數對偶{\displaystyle X^{\#}}中，連續泛函組成的子集。以{\displaystyle \sigma \left(X^{\#},X\right)}表示{\displaystyle X^{\#}}上的弱*拓撲。類似有{\displaystyle \sigma \left(X^{\prime },X\right)}是{\displaystyle X^{\prime }}上的弱*拓撲。
弱*拓撲又稱逐點收斂拓撲，因為給定映射{\displaystyle f}和一網映射{\displaystyle f_{\bullet }=\left(f_{i}\right)_{i\in I}}，網{\displaystyle f_{\bullet }}在弱*拓撲中收斂至{\displaystyle f}，當且僅當對定義域中每點{\displaystyle x}，函數值組成的網{\displaystyle \left(f_{i}(x)\right)_{i\in I}}收斂到{\displaystyle f(x)}。 

阿勞格魯定理
設{\displaystyle X}為任意拓撲向量空間（無需豪斯多夫或局部凸），{\displaystyle X^{\prime }}為其連續對偶，則對於{\displaystyle X}中原點的任何鄰域{\displaystyle U}（{\displaystyle 0\in U\subseteq X}），其極集
{\displaystyle U^{\circ }=\left\{x^{\prime }\in X^{\prime }~:~\sup _{x\in U}\left|x^{\prime }(x)\right|\leq 1\right\}\subseteq X',}
在{\displaystyle X^{\prime }}上的弱*拓撲{\displaystyle \sigma \left(X^{\prime },X\right)}中，必為緊集。
此外，{\displaystyle U^{\circ }}亦是{\displaystyle U}相對於典範對偶系{\displaystyle \left\langle X,X^{\#}\right\rangle }的極集，在拓撲空間{\displaystyle \left(X^{\#},\sigma \left(X^{\#},X\right)\right)}同樣為緊。

### 賦範特例
若{\displaystyle X}為賦範向量空間，則原點鄰域的極集，在對偶空間中為閉，且其範數有上界。特別地，若{\displaystyle U}為{\displaystyle X}的開（或閉）單位球，則{\displaystyle U}的極集為連續對偶空間{\displaystyle X^{\prime }}的閉單位球（對偶空間配備平常的對偶範數）。此時，定理化為以下特例：

巴拿赫-阿勞格魯定理
若{\displaystyle X}為賦範空間，則連續對偶空間{\displaystyle X^{\prime }}中，算子範數的閉單位球，為弱*拓撲中的緊集。

當{\displaystyle X}的連續對偶{\displaystyle X^{\prime }}是無窮維賦範空間時，{\displaystyle X^{\prime }}中的閉單位球，不可能是平常範數拓撲的緊集。原因是，範數拓撲的閉單位球為緊，當且僅當空間為有限維（見F·里斯定理）。此定理顯示出，在同一個向量空間上，考慮不同的拓撲，到㡳有何用。
但注意，巴拿赫-阿勞格魯定理並不推出弱*拓撲為局部緊，因為僅知閉單位球在強拓撲中為原點的鄰域，在弱*拓撲中則不一定。弱*拓撲中，單位球的內部可能為空，除非空間為有限維。實際上，韋伊證明，局部緊的豪斯多夫拓撲向量空間必為有限維。

## 證明

### 對偶理論證明
記{\displaystyle X}的基域為{\displaystyle \mathbb {K} }，此處為實數域{\displaystyle \mathbb {R} }或複數域{\displaystyle \mathbb {C} }。證明會用到極集、對偶系、连续线性算子的基本性質，可參見該些條目，以下亦會簡單提及。
先列舉一些常見定義和性質。當代數對偶{\displaystyle X^{\#}}配備弱*拓撲{\displaystyle \sigma \left(X^{\#},X\right)}時，為一個豪斯多夫局部凸拓撲向量空間，記為{\displaystyle \left(X^{\#},\sigma \left(X^{\#},X\right)\right)}。空間{\displaystyle \left(X^{\#},\sigma \left(X^{\#},X\right)\right)}總是完備，但連續對偶{\displaystyle \left(X^{\prime },\sigma \left(X^{\prime },X\right)\right)}則不一定，此即證明需牽涉{\displaystyle \left(X^{\#},\sigma \left(X^{\#},X\right)\right)}的原因。具體而言，本證明用到的性質是：完備豪斯多夫空間的子集為緊，當且僅當其為閉，且完全有界。注意{\displaystyle X^{\prime }}從{\displaystyle \left(X^{\#},\sigma \left(X^{\#},X\right)\right)}繼承的子空間拓撲，等於弱*拓撲{\displaystyle \sigma \left(X^{\prime },X\right)}。為驗證此事，只需檢查對每個{\displaystyle x^{\prime }\in X^{\prime }}，{\displaystyle X^{\prime }}中的網在其中一個拓撲中收斂到{\displaystyle x^{\prime }}，當且僅當在另一個拓撲中亦然（因為兩個拓撲結構相等，當且僅當其具有的收斂網完全一樣）。
三元組{\displaystyle \left\langle X,X^{\prime }\right\rangle }也是對偶對（有雙線性映射{\displaystyle (x,f)\mapsto f(x)}），但與{\displaystyle \left\langle X,X^{\#}\right\rangle }不同，前者一般而言未必是對偶系。以下定義極集時，會註明是對於何種對偶而言。
設{\displaystyle U}為{\displaystyle X}原點的鄰域，又設： 
- {\displaystyle U^{\circ }=\left\{f\in X^{\prime }~:~\sup _{u\in U}|f(u)|\leq 1\right\}}為{\displaystyle U}相對{\displaystyle \left\langle X,X^{\prime }\right\rangle }的極集；
- {\displaystyle U^{\circ \circ }=\left\{x\in X~:~\sup _{f\in U^{\circ }}|f(x)|\leq 1\right\}}為{\displaystyle U}相對{\displaystyle \left\langle X,X^{\prime }\right\rangle }的二重極集（英语：Polar set）；
- {\displaystyle U^{\#}=\left\{f\in X^{\#}~:~\sup _{u\in U}|f(u)|\leq 1\right\}}為{\displaystyle U}相對{\displaystyle \left\langle X,X^{\#}\right\rangle }的極集。

極集的基本性質有{\displaystyle U^{\circ \circ \circ }\subseteq U^{\circ }}。 
下證巴拿赫-阿勞格魯定理，分若干步：
1. 先證{\displaystyle U^{\#}}在拓撲{\displaystyle \sigma \left(X^{\#},X\right)}中為{\displaystyle X^{\#}}的閉子集：設{\displaystyle f\in X^{\#}}，又假設{\displaystyle f_{\bullet }=\left(f_{i}\right)_{i\in I}}為{\displaystyle U^{\#}}中的網，在{\displaystyle \left(X^{\#},\sigma \left(X^{\#},X\right)\right)}中收斂到{\displaystyle f}。欲證{\displaystyle f\in U^{\#}}，即{\displaystyle |f(u)|\leq 1}對任意{\displaystyle u\in U}皆成立。因為在純量域{\displaystyle \mathbb {K} }中，{\displaystyle f_{i}(u)\to f(u)}，而每個值{\displaystyle f_{i}(u)}皆屬於（{\displaystyle \mathbb {K} }的）閉子集{\displaystyle \left\{s\in \mathbb {K} :|s|\leq 1\right\}}，故網的極限{\displaystyle f(u)}亦必在該子集中。於是{\displaystyle |f(u)|\leq 1}。
2. 其次，欲證{\displaystyle U^{\#}=U^{\circ }}，以推出{\displaystyle U^{\circ }}既是{\displaystyle \left(X^{\#},\sigma \left(X^{\#},X\right)\right)}的閉子集，亦是{\displaystyle \left(X^{\prime },\sigma \left(X^{\prime },X\right)\right)}的閉子集：有包含關係{\displaystyle U^{\circ }\subseteq U^{\#}}，因為連續線性泛函尤其是線性泛函。反之，欲證{\displaystyle \,U^{\#}\subseteq U^{\circ }}，設{\displaystyle f\in U^{\#}}滿足{\displaystyle \;\sup _{u\in U}|f(u)|\leq 1}，換言之線性泛函{\displaystyle f}在鄰域{\displaystyle U}上有界，而泛函有界等價於連續，故{\displaystyle f\in X^{\prime }}，從而{\displaystyle f\in U^{\circ }}，即所求證。用第1步，結合交集{\displaystyle U^{\#}\cap X^{\prime }=U^{\circ }\cap X^{\prime }=U^{\circ }}在{\displaystyle X^{\prime }}的子空間拓撲中為閉，推得{\displaystyle U^{\circ }}為閉。
3. 欲證{\displaystyle U^{\circ }}對{\displaystyle X^{\prime }}的{\displaystyle \sigma \left(X^{\prime },X\right)}拓撲而言是完全有界子集：由二重極集定理（英语：bipolar theorem），{\displaystyle U\subseteq U^{\circ \circ }}，又因為鄰域{\displaystyle U}為{\displaystyle X}中的吸收集，{\displaystyle U^{\circ \circ }}亦同。可以證明，此結論推出{\displaystyle U^{\circ }}是{\displaystyle X^{\prime }}對{\displaystyle \sigma \left(X^{\prime },X\right)}而言的有界子集（英语：Bounded set (topological vector space)）。由於{\displaystyle X}分辨（英语：dual system）{\displaystyle X^{\prime }}各點，{\displaystyle X^{\prime }}的子集在{\displaystyle \sigma \left(X^{\prime },X\right)}意義下有界，當且僅當在同樣意義下完全有界。所以，尤其有{\displaystyle U^{\circ }}在{\displaystyle \sigma \left(X^{\prime },X\right)}意義下完全有界。
4. 欲證{\displaystyle U^{\circ }}亦為{\displaystyle X^{\#}}在{\displaystyle \sigma \left(X^{\#},X\right)}拓撲下的完全有界子集：已知{\displaystyle X^{\prime }}上，{\displaystyle \sigma \left(X^{\prime },X\right)}拓撲等於{\displaystyle X^{\prime }}從{\displaystyle \left(X^{\#},\sigma \left(X^{\#},X\right)\right)}繼承的子空間拓撲，結合第3步與「完全有界」的定義，即推出{\displaystyle U^{\circ }}為{\displaystyle X^{\#}}在{\displaystyle \sigma \left(X^{\#},X\right)}拓撲下的完全有界子集。
5. 最後，欲證{\displaystyle U^{\circ }}為{\displaystyle X^{\prime }}在{\displaystyle \sigma \left(X^{\prime },X\right)}拓撲下的緊子集：因為{\displaystyle \left(X^{\#},\sigma \left(X^{\#},X\right)\right)}為完備拓撲向量空間（英语：Complete topological vector space），又{\displaystyle U^{\circ }}為其閉（第2步）而完全有界（第4步）的子集，所以{\displaystyle U^{\circ }}為緊。定理證畢。

### 較初等的證明
以下證明，僅用到集合論、點集拓撲、泛函分析的基本概念。拓撲方面，需要熟悉使用拓扑空间中的網、積拓撲、兩者與逐點收斂的關聯（為方便起見，證明中也會給出部分細節）。同時也要瞭解，線性泛函為連續，當且僅當其在原點的某個鄰域上有界（見次線性泛函）。 
設向量空間{\displaystyle X}的基域為{\displaystyle \mathbb {K} }，為實數系{\displaystyle \mathbb {R} }或複數系{\displaystyle \mathbb {C} }兩者之一。對任意實數{\displaystyle r}，以
{\displaystyle B_{r}:=\{s\in \mathbb {K} :|s|\leq r\}}
表示以原點為球心，半徑為{\displaystyle r}的閉球。在{\displaystyle \mathbb {K} }中，此為緊的闭集。

#### 極集的等價表示
由於{\displaystyle U}是{\displaystyle X}中原點的鄰域，可知{\displaystyle U}亦是{\displaystyle X}的吸收集，即對每個{\displaystyle x\in X}，皆有正實數{\displaystyle r_{x}>0}使{\displaystyle x\in r_{x}U:=\left\{r_{x}u:u\in U\right\}}。以
{\displaystyle U^{\#}:=\left\{f\in X^{\#}~:~\sup _{u\in U}|f(u)|\leq 1\right\}~=~\left\{f\in X^{\#}~:~f(U)\subseteq B_{1}\right\}}
表示{\displaystyle U}相對典範對偶系{\displaystyle \left\langle X,X^{\#}\right\rangle }的極集。將證明，此極集{\displaystyle U^{\#}}，與定理提到，{\displaystyle U}相對{\displaystyle \left\langle X,X^{\prime }\right\rangle }的極集{\displaystyle U^{\circ }}，兩者相等。
{\displaystyle U^{\circ }\subseteq U^{\#}}成立，是因為連續線性泛函按定義必是線性泛函。反之，欲證{\displaystyle U^{\#}\subseteq U^{\circ }}，設{\displaystyle f\in U^{\#}}滿足{\displaystyle \sup _{u\in U}|f(u)|\leq 1}，即線性泛函{\displaystyle f}在鄰域{\displaystyle U}上有界。所以{\displaystyle f}是连续线性算子（換言之{\displaystyle f\in X^{\prime }}），從而有{\displaystyle f\in U^{\circ }}，即所求證。
至此，已證明{\displaystyle U^{\circ }=U^{\#}}，餘下的證明中，需理解笛卡儿积{\textstyle \prod _{x\in X}\mathbb {K} }與所有{\displaystyle X\to \mathbb {K} }的映射構成的空間{\displaystyle \mathbb {K} ^{X}}等同。仍需證明以下兩個命題：
1. {\displaystyle U^{\circ }}為{\displaystyle \mathbb {K} ^{X}}的閉子集。
  - 此處{\displaystyle \mathbb {K} ^{X}=\prod _{x\in X}\mathbb {K} }配備的是逐點收斂拓撲，等同於積拓撲。
2. {\displaystyle U^{\circ }\subseteq \prod _{x\in X}B_{r_{x}}.}
  - 其中{\displaystyle B_{r_{x}}\subseteq \mathbb {K} }表示以原點{\displaystyle 0}為球心，{\displaystyle r_{x}}為半徑的閉球。本證明開始時，對每個{\displaystyle x\in X}， 已定義{\displaystyle r_{x}}為使{\displaystyle x\in r_{x}U}的任意一個實數{\displaystyle r_{x}>0}。特別地，對於{\displaystyle u\in U}，可以選{\displaystyle r_{u}:=1}。

以上命題推出，{\displaystyle U^{\circ }}為{\textstyle \prod _{x\in X}B_{r_{x}}}的閉子集，而由吉洪诺夫定理，該积空间為緊（因為每個閉球{\displaystyle B_{r_{x}}}皆為緊）。因為緊空間的閉子集仍為緊，所以有{\displaystyle U^{\circ }}為緊集，從而證畢巴拿赫-阿勞格魯定理的主要結論。

#### 極集為閉
以下證明前述命題1。代數對偶{\displaystyle X^{\#}}總是積空間{\textstyle \mathbb {K} ^{X}=\prod _{x\in X}\mathbb {K} } 的閉子集。要證明{\displaystyle U^{\circ }}在{\displaystyle \mathbb {K} ^{X}}中為閉，祇需證明集合
{\displaystyle {\widetilde {U}}^{\circ }~:=~\left\{f\in \mathbb {K} ^{X}~:~\sup _{u\in U}|f(u)|\leq 1\right\}}
是{\displaystyle \mathbb {K} ^{X}}的閉子集，因為若有此結論，則{\displaystyle {\widetilde {U}}^{\circ }\cap X^{\#}=U^{\#}=U^{\circ }}是{\displaystyle \mathbb {K} ^{X}}中兩閉集之交，故亦為閉集。
設{\displaystyle f\in \mathbb {K} ^{X}}，又設{\displaystyle f_{\bullet }=\left(f_{i}\right)_{i\in I}}為{\displaystyle {\widetilde {U}}^{\circ }}中的網，在{\displaystyle \mathbb {K} ^{X}}中收斂到{\displaystyle f}。需要證明{\displaystyle f\in {\widetilde {U}}^{\circ }}。換言之，要證對每個{\displaystyle u\in U}，{\displaystyle |f(u)|\leq 1}（或等價寫成{\displaystyle f(u)\in B_{1}}）。由於在純量域{\displaystyle \mathbb {K} }中，{\displaystyle \left(f_{i}(u)\right)_{i\in I}\to f(u)}，且每項{\displaystyle f_{i}(u)}皆屬於{\displaystyle \mathbb {K} }中的閉子集{\displaystyle B_{1}=\left\{s\in \mathbb {K} :|s|\leq 1\right\}}，此網的極限{\displaystyle f(u)}亦必屬於該閉集，即{\displaystyle f(u)\in B_{1}}。證畢命題1。
上述證明可以推廣，以論證以下命題：

設{\displaystyle U\subseteq X}為任意集合，{\displaystyle B\subseteq Y}為拓撲空間{\displaystyle Y}的閉子集，則在{\displaystyle Y^{X}}的逐點收斂拓撲中，{\displaystyle P_{U}:=\left\{f\in Y^{X}~:~f(U)\subseteq B\right\}}為閉子集。

命題1為其特殊情況，取{\displaystyle Y:=\mathbb {K} }和{\displaystyle B:=B_{1}}便得。

#### 極集包含於緊空間之積
以下證明前述命題2。對任意{\displaystyle z\in X}，以{\textstyle \Pr {}_{z}:\prod _{x\in X}\mathbb {K} \to \mathbb {K} }表示到第{\displaystyle z}個坐標的投影。欲證{\textstyle U^{\circ }\subseteq \prod _{x\in X}B_{r_{x}}}。換言之，欲對每個{\displaystyle x\in X}，證明{\displaystyle \Pr {}_{x}(U^{\circ })\subseteq B_{r_{x}}}。
於是選定{\displaystyle x\in X}，設{\displaystyle f\in U^{\circ }}；要證{\displaystyle \Pr {}_{x}(f):=f(x)\in B_{r_{x}}}。由{\displaystyle r_{x}}的定義，{\displaystyle x\in r_{x}U}，故{\textstyle \,u_{x}:=\left({\frac {1}{r_{x}}}\right)x\in U}。因為{\displaystyle f\in U^{\circ }=U^{\#}}，線性泛函{\displaystyle f}滿足{\textstyle \;\sup _{u\in U}|f(u)|\leq 1}，所以由{\displaystyle u_{x}\in U}，可知
{\displaystyle {\frac {1}{r_{x}}}|f(x)|=\left|{\frac {1}{r_{x}}}f(x)\right|=\left|f\left({\frac {1}{r_{x}}}x\right)\right|=\left|f\left(u_{x}\right)\right|\leq \sup _{u\in U}|f(u)|\leq 1.}
所以{\displaystyle |f(x)|\leq r_{x}}，即{\displaystyle f(x)\in B_{r_{x}}}，證畢命題2。

## 序列版本
巴拿赫-阿勞格魯定理有個特殊情況，對可分空间使用，並將「緊」換成「序列緊」。此時定理斷言：

可分賦範向量空間的對偶中，閉單位球在弱*拓撲下是序列紧。

### 可度量
實際上，可分空間的對偶的閉單位球上，弱*拓撲可度量，故緊與序列緊等價。
明確而言，設{\displaystyle X}為可分賦範向量空間，而{\displaystyle B}為連續對偶{\displaystyle X^{\prime }}中的閉單位球。根據{\displaystyle X}可分的定義，有某個可數稠密子集，列舉為{\displaystyle x_{\bullet }=\left(x_{n}\right)_{n=1}^{\infty }}。則下式定義一個度量：對於{\displaystyle x,y\in B}，
{\displaystyle \rho (x,y)=\sum _{n=1}^{\infty }\,2^{-n}\,{\frac {\left|\langle x-y,x_{n}\rangle \right|}{1+\left|\langle x-y,x_{n}\rangle \right|,}}}
其中{\displaystyle \langle \cdot ,\cdot \rangle }表示{\displaystyle X^{\prime }}與{\displaystyle X}的對偶匹配，即將後一個元素代入到前一個元素求值。此度量下，{\displaystyle B}為序列緊之事，用類似阿尔泽拉-阿斯科利定理的對角線證法，即可證明。
由於證明本質為構造性（而非如一般情況，用到非構造性的選擇公理），在偏微分方程學中，有時使用序列巴拿赫-阿勞格魯定理，構造偏微分方程或變分問題的解。舉例，若有某個可分賦範空間{\displaystyle X}，其對偶上有泛函{\displaystyle F:X^{\prime }\to \mathbb {R} }，欲求最小值，則常見策略是先構造序列{\displaystyle x_{1},x_{2},\ldots \in X^{\prime }}，使{\displaystyle F}的泛函值趨向下確界，然後訴諸序列巴拿赫-阿勞格魯定理，取出子序列{\displaystyle (x_{n_{k}})_{k}}，在弱*拓撲下收斂到極限{\displaystyle x}，並確定{\displaystyle x}使{\displaystyle F}取最小值。最後一步通常要求{\displaystyle F}在弱*拓撲下為（序列）下半連續。
考慮另一個例子，設{\displaystyle X=C_{0}(\mathbb {R} )}為實軸上，在無窮遠處消失的連續函數組成的空間，則由里斯-馬可夫表示定理，{\displaystyle X^{\prime }}為實軸上全體有限拉東測度的空間。此時序列巴拿赫-阿勞格魯定理等價於赫利選擇定理。

### 證明
下證序列版本的巴拿赫-阿勞格魯定理。
對每個{\displaystyle x\in X}，設
{\displaystyle D_{x}=\{z\in \mathbb {C} :|z|\leq \|x\|\},}
以及
{\displaystyle D=\prod _{x\in X}D_{x}.}
因為{\displaystyle D_{x}}是複平面的緊子集，{\displaystyle D}在積拓撲中亦為緊（根據吉洪诺夫定理）。
{\displaystyle X^{\prime }}中的閉單位球{\displaystyle B_{1}\left(X^{\prime }\right)}，可以自然地看成{\displaystyle D}的子空間：考慮映射
{\displaystyle f\in B_{1}\left(X^{\prime }\right)\mapsto (f(x))_{x\in X}\in D,}
其為單射，且對於{\displaystyle B_{1}\left(X^{\prime }\right)}的弱*拓撲和{\displaystyle D}的積拓撲而言，是連續映射。在像集上，映射的逆也連續。
欲完成定理的證明，只需證明映射的像為閉集。給定網{\displaystyle D}中的網
{\displaystyle \left(f_{\alpha }(x)\right)_{x\in X}\to \left(\lambda _{x}\right)_{x\in X},}
等式{\displaystyle g(x)=\lambda _{x}}定義的泛函{\displaystyle g}，也在{\displaystyle B_{1}(X^{\prime })}中。定理證畢。

## 推論

### 賦範空間
假設{\displaystyle X}為賦範空間，則其連續對偶空間{\displaystyle X^{\prime }}具有对偶范数。 
- {\displaystyle X^{\prime }}中的閉單位球為弱*緊[3]。相比之下，若{\displaystyle X^{\prime }}為無窮維，則其閉單位球在範數拓撲中必不為緊（F·里斯定理（英语：F. Riesz theorem））。
- 某巴拿赫空间自反，當且僅當其閉單位球在弱拓撲{\displaystyle \sigma \left(X,X^{\prime }\right)}下為緊。[3]
- 若{\displaystyle X}為自反巴拿赫空間，則{\displaystyle X}中每個有界序列，都有弱收斂子列。（此為對{\displaystyle X}某個弱可度量子空間應用巴拿赫-阿勞格魯定理的結果。更簡潔而言，是應用埃伯萊恩-什穆良定理（英语：Eberlein–Šmulian theorem）。）舉例，設{\displaystyle X}為Lp空間{\displaystyle L^{p}(\mu )}，其中{\displaystyle 1<p<\infty }。設{\displaystyle (f_{n})_{n}}為{\displaystyle X}中函數組成的有界序列。則存在子列{\displaystyle (f_{n_{k}})_{k}}，且有{\displaystyle f\in X}使得{\displaystyle \int f_{n_{k}}g\,\mathrm {d} \mu \to \int fg\,\mathrm {d} \mu }對於{\displaystyle X^{\prime }=L^{q}(\mu )}中的任意函數{\displaystyle g}成立，其中{\displaystyle {\frac {1}{p}}+{\frac {1}{q}}=1}。對於{\displaystyle p=1}，沒有相應的結論，因為{\displaystyle L^{1}(\mu )}不自反。

### 希爾伯特空間
- 任意希爾伯特空間中，閉有界集必然弱相對緊（英语：Relatively compact subspace），即其在弱拓撲的閉包為弱緊，故每個有界網必有弱收斂子網（希爾伯特空間皆自反）。
- 由哈恩－巴拿赫定理，範數拓撲中的閉凸集，在弱拓撲中也是閉集，故希爾伯特空間或自反巴拿赫空間中，凸有界集的範數閉包必為弱緊。
- 設{\displaystyle H}為希爾伯特空間，{\displaystyle B(H)}為其上有界算子的空間，則{\displaystyle B(H)}可以配備以下兩種不同的拓撲：一則超弱拓撲，即{\displaystyle B(H)}作為跡類算子空間{\displaystyle B_{1}(H)}的對偶所具備的弱*拓撲；二則弱算子拓撲，是使形如{\displaystyle T\mapsto \langle Tx,y\rangle }的映射皆連續的最弱的拓撲，此拓撲比超弱拓撲更弱。此定義下，{\displaystyle B(H)}中的閉有界子集，關於弱算子拓撲為相對緊。所以，算子的有界序列必有某個弱極限點。其推論是，{\displaystyle B(H)}配備弱算子拓撲或超弱拓撲時，滿足海涅-博雷尔性質。

## 與選擇公理的關係
通常，會用到吉洪诺夫定理來證明巴拿赫-阿勞格魯定理，所以要依賴於ZFC公理系統，尤其是选择公理。主流泛函分析中，許多結果皆依賴選擇公理。然而，本定理在可分空間的情況（見§ 序列版本）並不依賴選擇公理，該情況下有構造性證明。對於不可分的情況，超濾子引理比選擇公理嚴格弱，但亦足以證明巴拿赫-阿勞格魯定理。反之，巴拿赫-阿勞格魯定理也推出超濾子引理，所以兩者等價。

## 註
1. ↑  更明確地說，子集{\displaystyle B^{\prime }\subseteq X^{\prime }}稱為「弱*拓撲中的緊集」，意思是若{\displaystyle X^{\prime }}配備弱*拓撲，而子集{\displaystyle B^{\prime }}從空間{\displaystyle \left(X^{\prime },\sigma \left(X^{\prime },X\right)\right)}繼承子空間拓撲，則{\displaystyle B^{\prime }}為紧空间。將「緊集」換成其他性質（如「完全有界」）亦同。
2. ↑  若{\displaystyle \tau }表示{\displaystyle X}原有的拓撲，則等式{\displaystyle U^{\circ }=U^{\#}}說明，{\displaystyle U}的極集{\displaystyle U^{\circ }=\left\{x^{\prime }\in X^{\prime }~:~\sup _{x\in U}\left|x^{\prime }(x)\right|\leq 1\right\}}，僅取決於{\displaystyle U}和{\displaystyle X^{\#}}，其餘拓撲結構{\displaystyle \tau }可忽略不理。更明確說，假設{\displaystyle \sigma }是{\displaystyle X}上另一個向量空間拓撲，使得{\displaystyle (X,\sigma )}為拓撲向量空間，且集合{\displaystyle U}在{\displaystyle (X,\sigma )}仍為原點的鄰域。記{\displaystyle (X,\sigma )}的連續對偶為{\displaystyle (X,\sigma )^{\prime }}，並記{\displaystyle U}相對{\displaystyle (X,\sigma )}的極集為

{\displaystyle U^{\circ ,\sigma }:=\left\{x^{\prime }\in (X,\sigma )^{\prime }~:~\sup _{x\in U}\left|x^{\prime }(x)\right|\leq 1\right\}.}

（此定義下，{\displaystyle U^{\circ ,\tau }}祇是舊的{\displaystyle U^{\circ }}。）則{\displaystyle U^{\circ ,\tau }=U^{\circ ,\sigma }}，因為兩者分別等於{\displaystyle U^{\#}}。換言之，極集{\displaystyle U^{\circ ,\sigma }}的定義條件中，「{\displaystyle U^{\circ ,\sigma }}是連續對偶空間{\displaystyle (X,\sigma )^{\prime }}子集」一項可以無視，因為對所得的線性泛函集合毫無影響。然而，若{\displaystyle \nu }是{\displaystyle X}上另一個向量空間拓撲 is a TVS topology on {\displaystyle X}，令{\displaystyle U}不是{\displaystyle (X,\nu )}原點的鄰域，則{\displaystyle U}相對{\displaystyle (X,\nu )}的極集{\displaystyle U^{\circ ,\nu }}，不保證等於{\displaystyle U^{\#}}，所以不能如此無視拓撲{\displaystyle \nu }。
3. ↑  由於每個{\displaystyle B_{r_{x}}}也是豪斯多夫空间，只用到吉洪諾夫定理的緊豪斯多夫情況，便足以說明{\displaystyle \prod _{x\in X}B_{r_{x}}}為緊。該特殊情況等價於超濾子引理，而比选择公理嚴格弱。
4. ↑  「線性泛函」的要求，可以寫成許多條等式如{\displaystyle f(x+y)=f(x)+f(y)}之合取。每個要求皆是閉條件，即其對應的子集為閉集。而閉集的任意交仍為閉，所以線性泛函組成的集合為閉集。